# Isole Bliznecy
Le isole Bliznecy (in russo Острова Близнецы, ostrova Bliznecy in italiano "isole gemelle") sono due isole russe bagnate dal mare di Kara.
Amministrativamente appartengono al distretto di Tajmyr del Territorio di Krasnojarsk, nel Distretto Federale Siberiano.

## Geografia
Le isole sono situate nella parte sud-orientale del mare di Kara, nella parte meridionale dell'ampio stretto di Matisen (пролив Матисена, proliv Matisena) che separa l'arcipelago di Nordenskiöld (a nord) e l'isola Tajmyr e le isole attorno (a sud). Si trovano circa 7 km a nord-ovest dell'isola di Rozmyslov.  Le due isole non hanno un nome individuale.
Fanno parte della Riserva naturale del Grande Artico.
Nonostante il significato, le due isole non sono "gemelle" identiche. La maggiore si trova a nord-est rispetto all'altra e misura approssimativamente 1,2 km di lunghezza e 450 m di larghezza massima nella parte settentrionale. A nord raggiunge un'altezza massima di 14 m s.l.m.
L'isola minore misura invece 350 m di lunghezza e 150 m di larghezza. L'altezza massima è di soli 5 m.

Geologicamente, le isole Bliznecy, così come le altre isole vicine all'isola Tajmyr, sono una continuazione dell'arcipelago di Nordenskiöld, e talvolta sono considerate parte di esso.